# Teddy Wilson

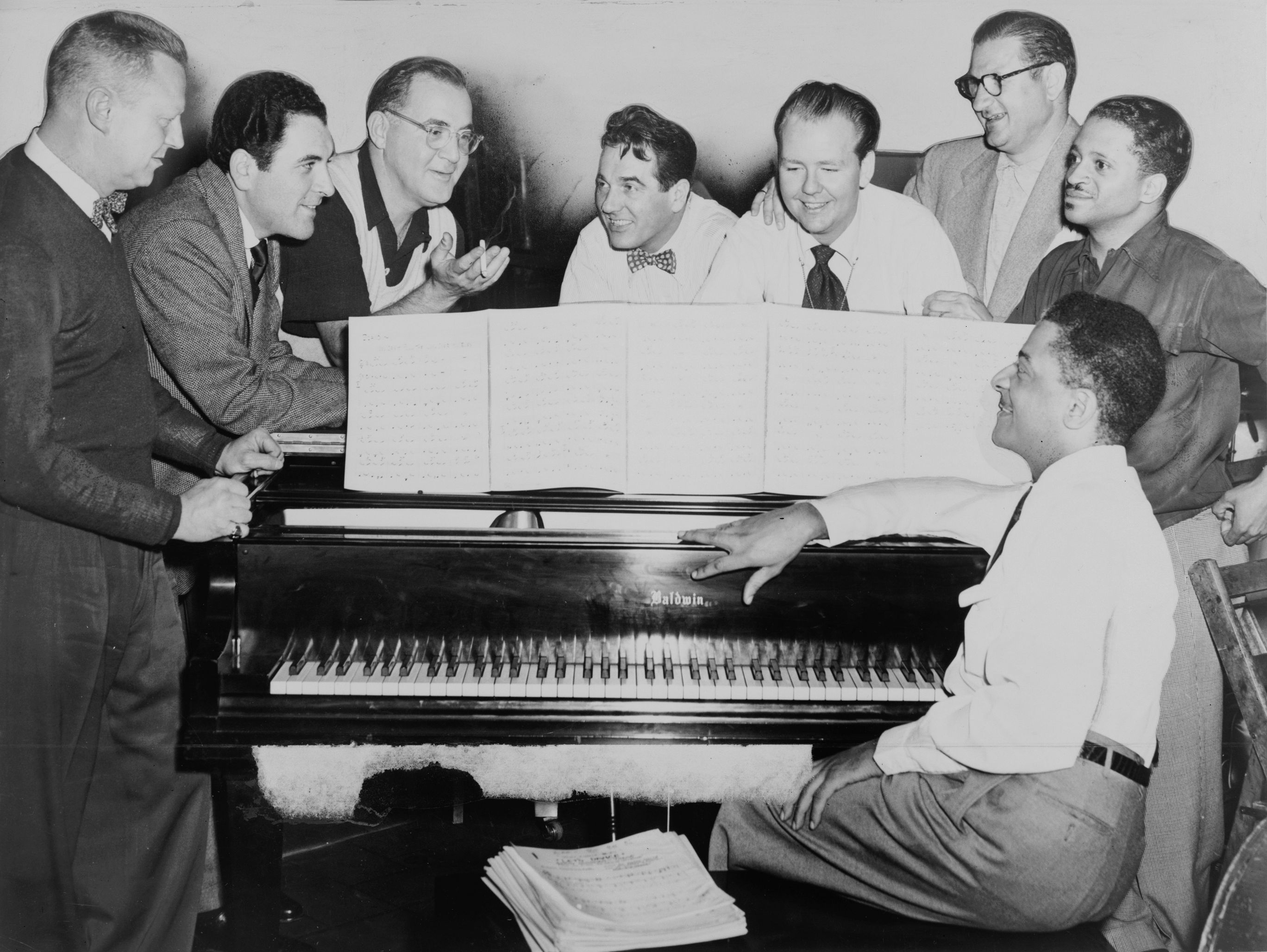
Teddy Wilson (sittande vid pianot) med Benny Goodman (3:e från vänster) och andra tidigare medlemmar av dennes orkester (1952).

Teddy Wilson, född Theodore Wilson 24 november 1912 i Austin, Texas, död 31 juli 1986 i New Britain, Connecticut, var en amerikansk orkesterledare och jazzmusiker (pianist). 
Wilson började som musiker i Jimmie Noones orkester 1929. Han slog igenom tillsammans med Benny Carter 1933. Efter ett kortare gästspel i Benny Goodmans trio 1936 bildade han en egen orkester 1939.